# Bad Things
«Bad Things» (en español: Cosas malas) 
es una canción del artista estadounidense de hip hop, Machine Gun Kelly y la cantante cubanomexicana Camila Cabello, la canción fue lanzada el 14 de octubre de 2016 y fue producida por The Futuristics.

## Composición
"Bad Things" es una balada de medio tiempo que cuenta con una interpolación del sencillo Out of My Head de 1998 de la banda Fastball. Líricamente, la canción incorpora temas del tipo dolor-es-placer de amor.

## Recepción de la crítica
Gil Kaufman de Billboard la calificó de "Ola instantánea de cuatro minutos al placer oscuro ". For Fuse TV's Para Bianca Gracie, de Fuse TV, la canción muestra el "lado más suave" del rapero y destaca la "voz delicada" de Cabello. Ella describió que la canción se abre con Cabello "suavemente crooning" el gancho, y MGK entonces viene adentro con "un flujo travieso del rap que cruises sobre la melodía del piano." " En Idolator, Rachel Sonís lo describió como "elegante" balada con Un gancho "soñador".

## Vídeo musical
Dirigida por Hannah Lux Davis, el video musical se estrenó el 1 de diciembre de 2016 en Vevo [9]. Sigue a la pareja ya que llevan un estilo de vida algo aventurero, donde queman basura en barriles, roban cosas, y viven en un apartamento baldío. MGK es el chico malo residente, entrando en peleas y coches de carreras mientras que Camila Cabello permanece fielmente a su lado. En un momento del video, los flashbacks a las versiones más jóvenes de los músicos parecen tranquilizadores de que su vínculo realmente ha sido inquebrantable desde el principio. MGK y Cabello se puede ver disfrutando de las últimas noches en los comensales, reunirse con amigos y meterse en problemas todo mientras acurrucarse y luchar a lo largo del camino. Sus maneras rebeldes como la pareja son perseguidos por la policía después de intentar robar un coche. Atascado en la parte superior de un edificio con la policía  en su camino y en ningún otro lugar para ir, el par decide morir juntos por suicidio de amante. Como MGK mira ansiosamente a Cabello, la policía y sus helicópteros llegan a aprehender a la pareja y los amantes se unen y el video termina.

## Desempeño comercial
A partir del 17 de noviembre de 2016, "Bad Things" ha vendido 67.000 copias en Estados Unidos.
La canción alcanzó el puesto número "4" en el Billboard Hot 100.

## Presentaciones en vivo
Machine Gun Kelly y Camila Cabello interpretaron la canción en The Tonight Show protagonizada por Jimmy Fallon el 23 de noviembre de 2016.

## Posicionamiento en listas

### Semanales
| Alemania        | Official German Charts  | 58  |
| Australia       | ARIA Top 100 Singles    | 22  |
| Austria         | Ö3 Austria Top 40       | 48  |
| Bélgica (Fl)    | Ultratop                | 23  |
| Bélgica (W)     | Ultratip                | 22  |
| Canadá          | Canadian Hot 100        | 11  |
| Eslovaquia      | Singles Digital Top 100 | 39  |
| Escocia         | Scottish Singles Chart  | 14  |
| Estados Unidos  | Billboard Hot 100       | 4   |
| Estados Unidos  | Pop Songs               | 1   |
| Estados Unidos  | Adult Pop Songs         | 31  |
| Estados Unidos  | Hot R&B/Hip-Hop Songs   | 2   |
| Estados Unidos  | Rhythmic Songs          | 1   |
| Finlandia       | Suomen virallinen lista | 19  |
| Francia         | SNEP                    | 102 |
| Irlanda         | IRMA                    | 21  |
| Italia          | FIMI                    | 47  |
| Nueva Zelanda   | NZ Top 40 Singles Chart | 11  |
| Países Bajos    | Dutch Top 40            | 15  |
| Portugal        | AFP                     | 25  |
| Reino Unido     | UK Singles Chart        | 46  |
| República Checa | Singles Digitál Top 100 | 21  |
| Suecia          | Sverigetopplistan       | 36  |
| Suiza           | Schweizer Hitparade     | 43  |

### Certificaciones
| País           | Organismo certificador | Certificación | Ventas certificadas | Ref.   |
| -------------- | ---------------------- | ------------- | ------------------- | ------ |
| Australia      | ARIA                   | Platino       | 70 000              | [ 30 ] |
| Brasil         | ABPD                   | Platino       | 40 000              | [ 31 ] |
| Bélgica        | BEA                    | Oro           | 15 000              | [ 32 ] |
| Estados Unidos | RIAA                   | 2x Platino    | 2 000 000           | [ 33 ] |
| Italia         | FIMI                   | Oro           | 25 000              | [ 34 ] |
| Nueva Zelanda  | RMNZ                   | Oro           | 15 000              | [ 35 ] |
| Reino Unido    | BPI                    | Plata         | 200 000             | [ 36 ] |